# Muppet Treasure Island
Muppets skatteø er en amerikansk musikalsk komediefilm fra 1996 instrueret af Brian Henson.

## Medvirkende
- Kevin Bishop – Jim Hawkins
- Tim Curry – Long John Silver
- Billy Connolly – Billy Bones
- Jennifer Saunders – Mrs. Sarah Bluveridge